# Léopold Le Hon
Pour les articles homonymes, voir Le Hon.
Léopold-Louis-Xavier-Alfred, comte Le Hon, est un homme politique français né le 16 février 1832 à Paris et mort le 31 octobre 1879 à Paris.

## Biographie
Fils de Charles Le Hon et de Fanny Mosselman, il entra de très bonne heure au Conseil d'État comme auditeur, et devint maître des requêtes. Lors du coup d'État du 2 décembre 1851, il remplissait auprès du duc de Morny, son protecteur naturel, les fonctions de chef de cabinet. En cette qualité, il fut chargé de surveiller le départ pour l'exil du colonel Charras expulsé de France, et s'attira du colonel une apostrophe que Victor Hugo a rapportée. 
L'Empire servit puissamment la fortune politique de Le Hon, qui se présenta, le 7 mars 1857, avec le patronage officiel, pour recueillir la succession au Corps législatif comme député de la première circonscription de l'Ain, de Benoît-Champy, nommé à des fonctions dans la magistrature. Élu député, il prit place dans la majorité dynastique, obtint sa réélection, le 22 juin suivant, vota constamment selon les vœux du pouvoir, et fut encore réélu le 1er juin 1863 et le 24 mai 1869. Il a également été conseiller général du canton de Pont-d'Ain de 1861 à 1874.
Il crée en 1864 la société anonyme, dénommée Compagnie de la Dombes, pour construire et exploiter une ligne de chemin de fer et dessécher et mettre en valeur six mille hectares au moins d'étangs, avec François Barthélemy Arlès-Dufour, Louis Frémy, Alexandre Bodin, Félix Mangini, Amédée Sellier et Lucien Mangini, ce dernier agissant en son nom personnel et celui de messieurs Henri Germain, Louis Guérin et Gabriel Saint-Olive. En tant que député de l'Ain, désireux de valoriser la filière avicole locale, il institua le concours annuel de la volaille de Bresse ("les Glorieuses"), récompensé par l'octroi d'un vase de Sèvres offert par le Chef de l'Etat (tradition pérennisée jusqu'à ce jour). La congrégation des Sœurs dominicaines garde-malades du Cœur immaculé de Marie, fondée à Bourg-en-Bresse, bénéficia de ses largesses, tant pour le financement de l'habit blanc des religieuses que pour la construction de sa chapelle (la mémoire du comte Le Hon y est toujours honorée). Quand il venait dans sa circonscription, il logeait soit à Bourg-en-Bresse, place Bernard, soit dans sa propriété de Croix, à Saint-Paul-de-Varax.
À la suite d'un voyage en Algérie en 1868, le comte Le Hon fit au Corps législatif, en faveur de l'établissement du gouvernement civil dans la colonie, plusieurs discours qui furent remarqués. Il se prononça, en 1869 pour l'Empire « libéral », signa l'interpellation des 116, vota la déclaration de guerre à la Prusse, et rentra dans la vie privée au 4 septembre 1870.
En 1857 il avait épousé Amalia (Amélie) de' Sangro (1837-1891), de la famille des princes de Striano et marquis de Genzano, fille de Francesco de' Sangro et Luisa Gabrielli di Gubbio.  

## Distinctions
- Commandeur de la Légion d'honneur (14 aout 1869)[2]

## Sources
- « Léopold Le Hon », dans Adolphe Robert et Gaston Cougny, Dictionnaire des parlementaires français, Edgar Bourloton, 1889-1891 [détail de l’édition]